# シチ川 (ヴォルガ川水系)
シチ川（シチがわ、ロシア語: Сить）はロシアのトヴェリ州・ヤロスラヴリ州を流れる川である。

## 地理
全長159km、流域面積1900km²、平均水量は13,4m³/ 秒である。水源はヴェジェツク高地(ru)（トヴェリ州ソンコヴォ地区(ru)）であり、トヴェリ州を東進、ヤロスラヴリ州を北上してルィビンスク貯水湖(ru)に至る。河川は11月下旬には凍結し、4月に融解する。川幅は上流域では5 - 10m、中流域では30 - 40m、ルィビンスク貯水湖との合流地点では1.5kmに達する。河口にはブレイトヴォ村(ru)（セロ）があり、保養地や釣り人のための宿泊施設が多くみられる。

## 歴史
1238年、シチ川河畔において、ウラジーミル大公ユーリー率いるウラジーミル大公国軍が、ルーシに侵攻してきたモンゴル帝国軍に敗れた。世にいうシチ川の戦いである。ただしその正確な戦場に関しては諸説あり、確定には至っていない。
15世紀には、モロガ公国の分領公国としてシチ公国が成立し、シチ川流域を統治した。
また、シチ川流域には、周辺とは異なる小規模な民族的集団（諸説あるが500 - 2000人と見積もられる）が居住していた形跡があり、彼らはシチカル(ru)と呼ばれている。19世紀後半にシチカルに関する多くの研究・論述がなされた。